# Cornelia Polit
Cornelia Polit, född 18 februari 1963 i Teutschenthal i Sachsen-Anhalt, är en före detta östtysk simmare.
Polit blev olympisk silvermedaljör på 200 meter ryggsim vid sommarspelen 1980 i Moskva.